# Centrum Badawcze imienia Johna H. Glenna

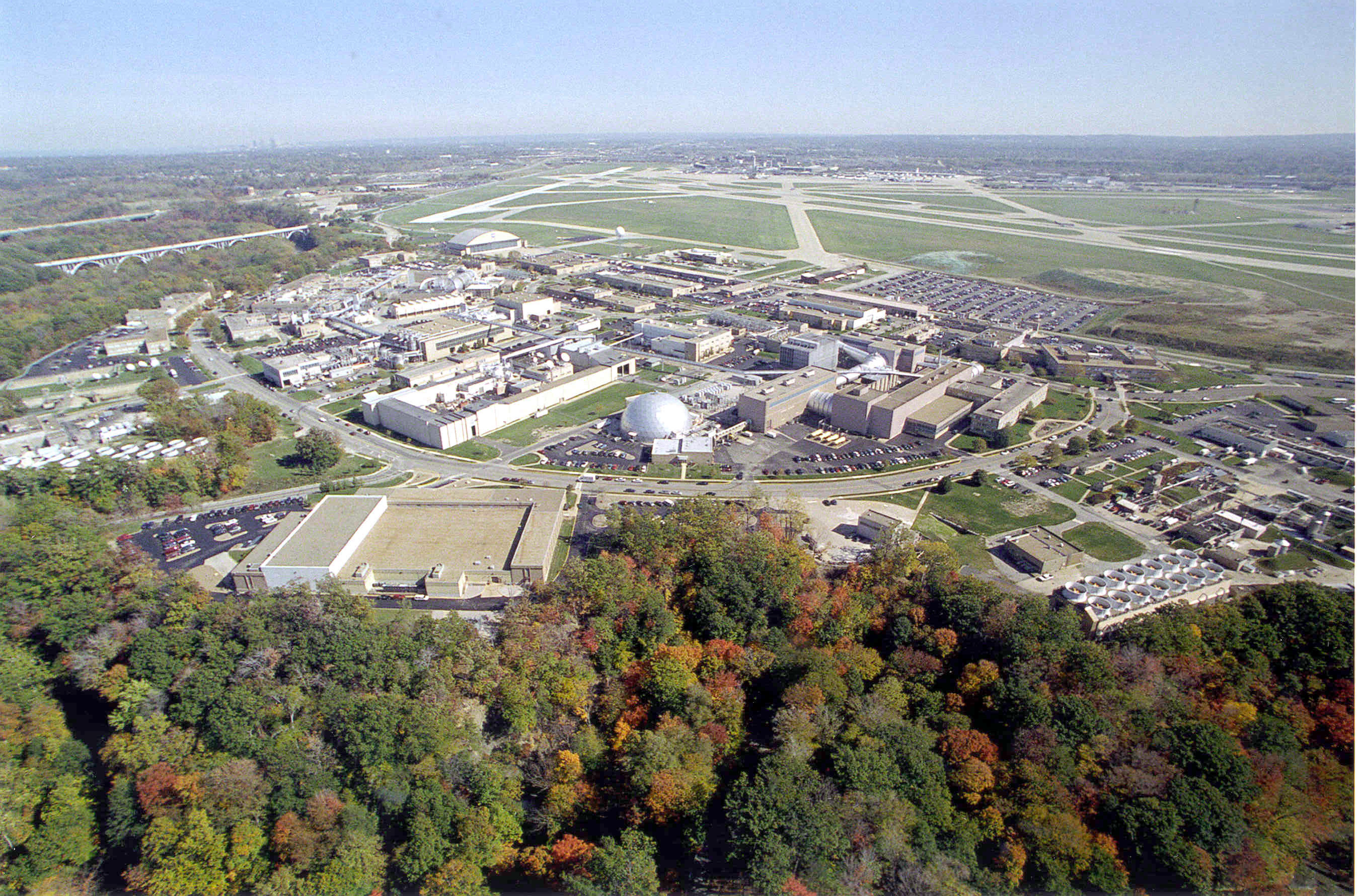
Widok z góry na Centrum Badawcze imienia Johna H. Glenna

Centrum Badawcze imienia Johna H. Glenna (ang. NASA John H. Glenn Research Center at Lewis Field) (dawniej Lewis Research Center) – ośrodek badawczy NASA posiadający placówki w trzech miastach stanu Ohio: Brook Park, Cleveland i Fairview Park).
Ośrodek prowadzi badania naukowe i inżynieryjne na potrzeby aeronautyki i astronautyki.
Ustanowiony w 1942 jako część NACA. Do NASA wszedł jako laboratorium badań nad silnikami lotniczymi.
Od momentu planowania budowy (czerwiec 1940) nosił nazwę Aircraft Engine Research Laboratory. W 1947 zmieniono ją na Flight Propulsion Research Laboratory (laboratorium badań napędów lotniczych). Rok później zmieniono nazwę na Lewis Flight Propulsion Laboratory, a w 1958 na Lewis Research Center. 1 marca 1999 nastąpiła kolejna zmiana nazwy, zgodna ze schematem nazw pozostałych ośrodków: Centrum Badawcze imienia Johna H. Glenna, na cześć astronauty Johna Glenna.